# Plecturocebus dubius
Plecturocebus dubius é uma espécie de guigó, um Macaco do Novo Mundo da família Pitheciidae e subfamília Callicebinae. Ocorre na Bolívia  e  Brasil. Foi descrito pelo zoólogo americano Philip Hershkovitz.